# Aizumi
Aizumi (藍住町, Aizumi-chō) est un bourg du district d'Itano, situé dans la préfecture de Tokushima, au Japon.

## Géographie

### Démographie
Au 1er mai 2015, la population d'Aizumi s'élevait à 34 394 habitants répartis sur une superficie de 16,27 km2.